# Temptation Island (terza edizione)
La terza edizione del reality show Temptation Island è andata in onda in prima serata su Canale 5 dal 25 giugno al 28 luglio 2015 per sei puntate con la conduzione di Filippo Bisciglia. Le prime due puntate sono andate in onda di giovedì, mentre le restanti quattro puntate di martedì.
Le sei coppie in gara (tre famose e tre non famose) hanno alloggiato, insieme ai tentatori ed alle tentatrici in due villaggi in Sardegna all'Is Morus Relais di Santa Margherita di Pula per 21 giorni.
All'inizio del programma, ogni membro delle coppie ha dovuto dare al rispettivo partner e ad uno dei tentatori/tentatrici un braccialetto, tramite il quale era vietato un appuntamento fuori dal villaggio tra i due. Dal quattordicesimo giorno i braccialetti hanno perso valore e, quindi, tentatori e fidanzati (prima vincolati dal braccialetto) hanno potuto avere un appuntamento fuori dal villaggio.
In ultimo, i fidanzati e i tentatori hanno potuto scegliere con chi passare gli ultimi due giorni di permanenza nei villaggi, prima del falò di confronto finale. Se un tentatore dovesse essere scelto, da più fidanzate, dovrebbe scegliere lui stesso con chi passare il week-end.
Dopo 7 giorni, nella seconda puntata andata in onda il 2 luglio 2015, la coppia formata da Teresa Cilia e Salvatore Di Carlo si è riunita in un falò straordinario ed hanno lasciato il programma tornando insieme in seguito ad un attacco di nostalgia e malinconia che li affliggeva nei rispettivi villaggi. Il 7 luglio, durante la terza puntata, dopo 13 giorni, in un falò speciale Aurora Betti e Gianmarco Valenza si sono lasciati. Gianmarco è uscito da solo mentre Aurora è uscita con il tentatore Giorgio Nehme, ma poco tempo dopo si sono lasciati.
Al termine dei 21 giorni, tutte le altre coppie rimaste in gara sono tornate insieme, in particolare, la coppia formata da Alessandra De Angelis ed Emanuele D'Avanzo è tornata insieme dopo un secondo falò di confronto.

## Le coppie
Al programma hanno partecipato le seguenti coppie:
- Legenda:

     La coppia ha deciso di uscire insieme / La coppia è ancora insieme.
     La coppia ha deciso di uscire separati / La coppia si separa dopo il programma.
     La coppia è stata espulsa.
     Il fidanzato / la fidanzata richiede il falò di confronto immediato e anticipato
     La coppia partecipa al falò di confronto finale al termine dei 21 giorni.
| Coppia | Coppia                | Relazione           | Decisione al Falò di confronto | Decisione al Falò di confronto straordinario | Dopo Temptation Island | Note    |
| n°     | Partecipanti          | Relazione           | Decisione al Falò di confronto | Decisione al Falò di confronto straordinario | Dopo Temptation Island | Note    |
| ------ | --------------------- | ------------------- | ------------------------------ | -------------------------------------------- | ---------------------- | ------- |
| 1      | Dario Loda            | fidanzati da 9 anni | Insieme                        | Non partecipanti                             | Separati               | [ N 1 ] |
| 1      | Claudia Merli         | fidanzati da 9 anni | Insieme                        | Non partecipanti                             | Separati               | [ N 1 ] |
| 2      | Emanuele D'Avanzo     | fidanzati da 3 anni | Separati                       | Insieme                                      | Insieme                | [ N 2 ] |
| 2      | Alessandra De Angelis | fidanzati da 3 anni | Separati                       | Insieme                                      | Insieme                | [ N 2 ] |
| 3      | Gianmarco Valenza     | fidanzati da 8 mesi | Separati                       | Non partecipanti                             | Separati               | N.D.    |
| 3      | Aurora Betti          | fidanzati da 8 mesi | Separati                       | Non partecipanti                             | Separati               | N.D.    |
| 4      | Mauro Donà            | fidanzati da 7 mesi | Insieme                        | Non partecipanti                             | Separati               | [ N 3 ] |
| 4      | Isabella Falasconi    | fidanzati da 7 mesi | Insieme                        | Non partecipanti                             | Separati               | [ N 3 ] |
| 5      | Salvatore Di Carlo    | fidanzati da 5 mesi | Insieme                        | Non partecipanti                             | Separati               | [ N 4 ] |
| 5      | Teresa Cilia          | fidanzati da 5 mesi | Insieme                        | Non partecipanti                             | Separati               | [ N 4 ] |
| 6      | Amedeo Andreozzi      | fidanzati da 1 mese | Insieme                        | Non partecipanti                             | Separati               | [ N 5 ] |
| 6      | Alessia Messina       | fidanzati da 1 mese | Insieme                        | Non partecipanti                             | Separati               | [ N 5 ] |

## Tentatrici
Le tentatrici che hanno partecipato a questa edizione sono 12:
| Tentatrici          | Professione                               | Nazionalità |
| ------------------- | ----------------------------------------- | ----------- |
| Chiara Napoli       | Studentessa                               | Italia      |
| Daniela             | Modella                                   | Italia      |
| Emilia Tamburrino   | Modella                                   | Italia      |
| Fabiola Cimminella  | Ballerina                                 | Italia      |
| Laura Cafiso        | Art director                              | Italia      |
| Marina Cela         | Estetista, fotomodella                    | Italia      |
| Marinella Rusnaciuc | Modella                                   | Romania     |
| Martina Latini      | Modella                                   | Italia      |
| Marta Krevsun       | Ingegnere biomedico, giornalista sportiva | Ucraina     |
| Roberta Festa       | Attrice                                   | Italia      |
| Rossana Vasta       | Assistente direzionale                    | Italia      |
| Valeria Ancona      | Farmacista                                | Italia      |

## Tentatori
I tentatori che hanno partecipato a questa edizione sono 11:
| Tentatore           | Professione               | Nazionalità |
| ------------------- | ------------------------- | ----------- |
| Andrea Zolli        | Personal trainer, modello | Italia      |
| Davide Farina       | Modello                   | Italia      |
| Emiliano De Cesaris | Facchino                  | Italia      |
| Fabio La Notte      | Modello                   | Italia      |
| Federico Michel     | Store manager             | Italia      |
| Giorgio Nehme       | Studente, modello         | Italia      |
| Marco Adamo         | Cameriere                 | Italia      |
| Massimo Ferranti    | Responsabile marketing    | Italia      |
| Nicolò Giuseppe     | Agente finanziario        | Italia      |
| Pietro Tagliaferri  | Modello                   | Italia      |
| Riccardo Saracà     | Modello                   | Italia      |

## Ascolti
| Puntata | Messa in onda  | Telespettatori | Share  | Fonte |
| ------- | -------------- | -------------- | ------ | ----- |
| 1       | 25 giugno 2015 | 3 470 000      | 16,32% | [ 2 ] |
| 2       | 2 luglio 2015  | 3 319 000      | 17,35% | [ 3 ] |
| 3       | 7 luglio 2015  | 3 137 000      | 16,42% | [ 4 ] |
| 4       | 14 luglio 2015 | 3 150 000      | 16,87% | [ 5 ] |
| 5       | 21 luglio 2015 | 3 135 000      | 17,83% | [ 6 ] |
| 6       | 28 luglio 2015 | 3 787 000      | 20,86% | [ 7 ] |
| Media   | Media          | 3 333 000      | 17,61% |       |